# Headliner

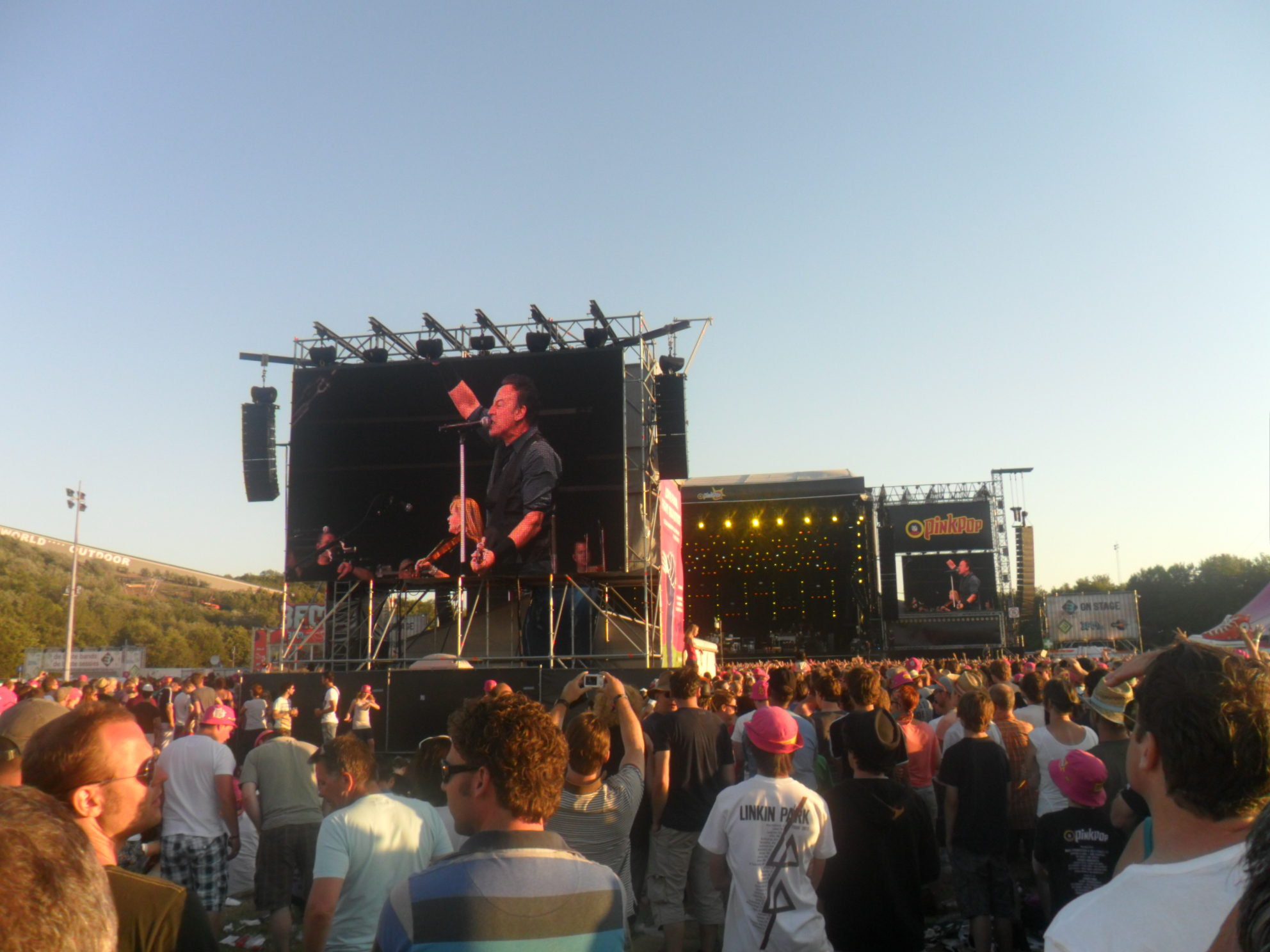
Bruce Springsteen als de headliner van Pinkpop 2012 in Landgraaf.

Met een headliner wordt in de podiumkunsten de artiest of groep bedoeld die de belangrijkste act van een festival vormt. Doorgaans betreft de headliner de laatste act van een festival.